# Philip Roth

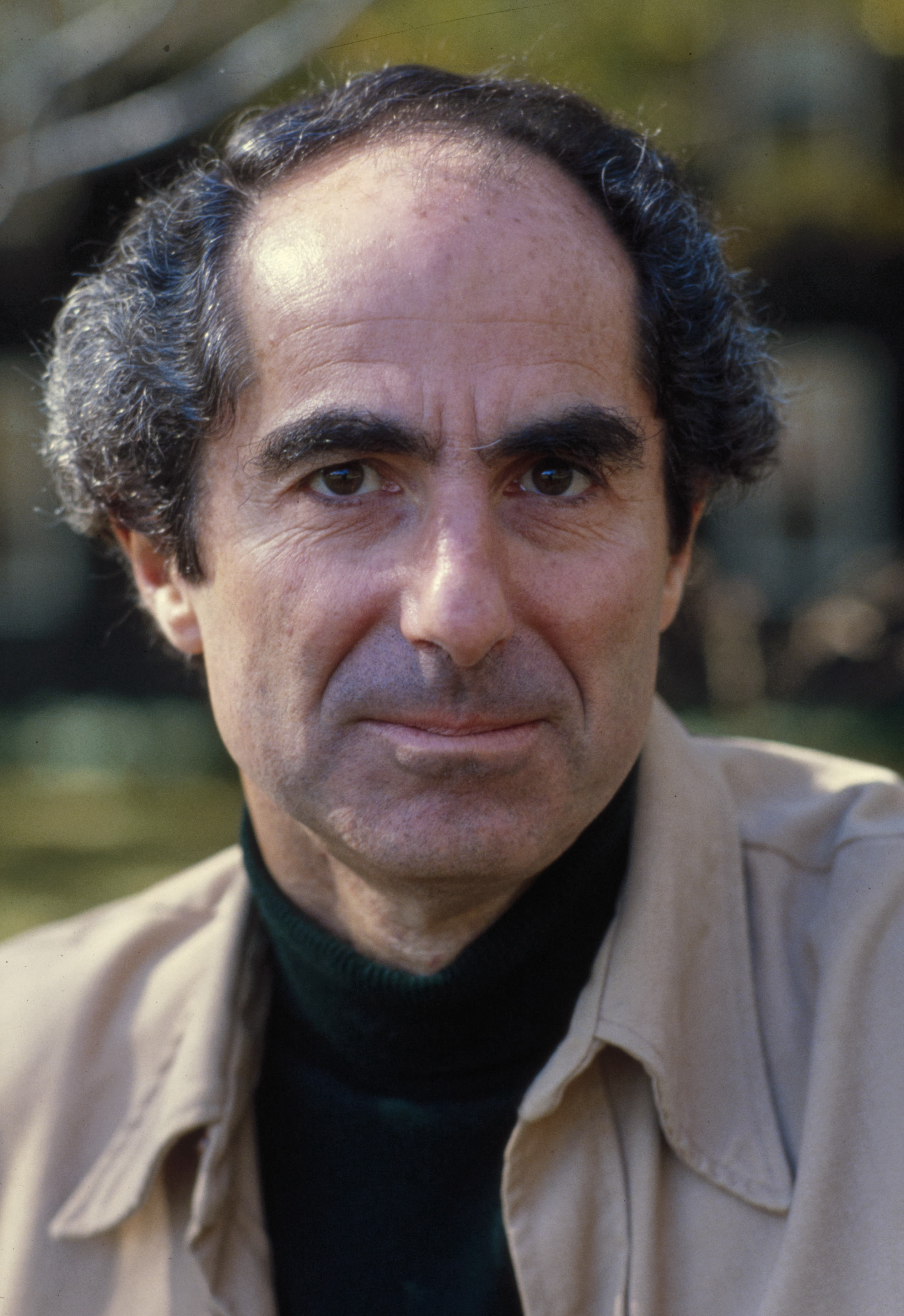
Philip Roth (1980er Jahre)

Philip Milton Roth [ɹɑːθ] (geboren am 19. März 1933 in Newark, New Jersey; gestorben am 22. Mai 2018 in New York City) war ein amerikanischer Schriftsteller. Seine Romane, Erzählungen und Essays wurden vielfach ausgezeichnet und brachten ihm den Ruf eines bedeutenden Romanciers der Gegenwart ein, der in der Öffentlichkeit viele Jahre als Kandidat für den Nobelpreis für Literatur gehandelt wurde.
Roths Werke sind häufig autobiografisch geprägt. Seine Romanfiguren teilen seine Herkunft aus einer jüdischen Familie der unteren Mittelschicht, seine Geburtsstadt Newark, die späteren Wohnsitze New York und eine Farm in Connecticut sowie die Erfahrungen seiner beiden Ehen. Nachdem bereits Roths Erstling Goodbye, Columbus im Jahr 1959 positive Resonanz bei der Kritik gefunden hatte, wurde sein Roman Portnoy’s Complaint zehn Jahre später zu einem Skandalerfolg. Ab den 1970er Jahren begleitete die Figur Nathan Zuckerman sein Werk durch zwei Trilogien und mehrere Einzelromane. Im Oktober 2012 zog er sich vom Schreiben zurück.

## Leben

### Jugend und erste Veröffentlichungen
Philip Roth war das zweite Kind von Herman Roth (1901–1989) und dessen Frau Bess, geborene Finkel (1904–1981). Beide Eltern waren assimilierte amerikanische Juden der zweiten Einwanderergeneration. Die Großeltern mütterlicherseits stammten aus der Umgebung von Kiew, die Jiddisch sprechenden Großeltern väterlicherseits, Sender und Bertha Roth, aus Koslow in Galizien. Sender Roth war in Galizien als Rabbiner ausgebildet worden und arbeitete in Newark in einer Hutfabrik. Herman Roth, das mittlere von sieben Kindern und erstes Kind in den Vereinigten Staaten, arbeitete nach achtjähriger Schulzeit erst in einer Fabrik, wurde dann Versicherungsvertreter und verkaufte Lebensversicherungen von Haus zu Haus. Bis zu seiner Pensionierung brachte er es zum Bezirksdirektor der Metropolitan Life. Philip Roths fünf Jahre älterer Bruder Sanford (Sandy) Roth (1927–2009) studierte am Pratt Institute Kunst, wurde Vizepräsident der Werbeagentur Ogilvy & Mather in Chicago und machte sich nach seiner Pensionierung als Maler einen Namen.

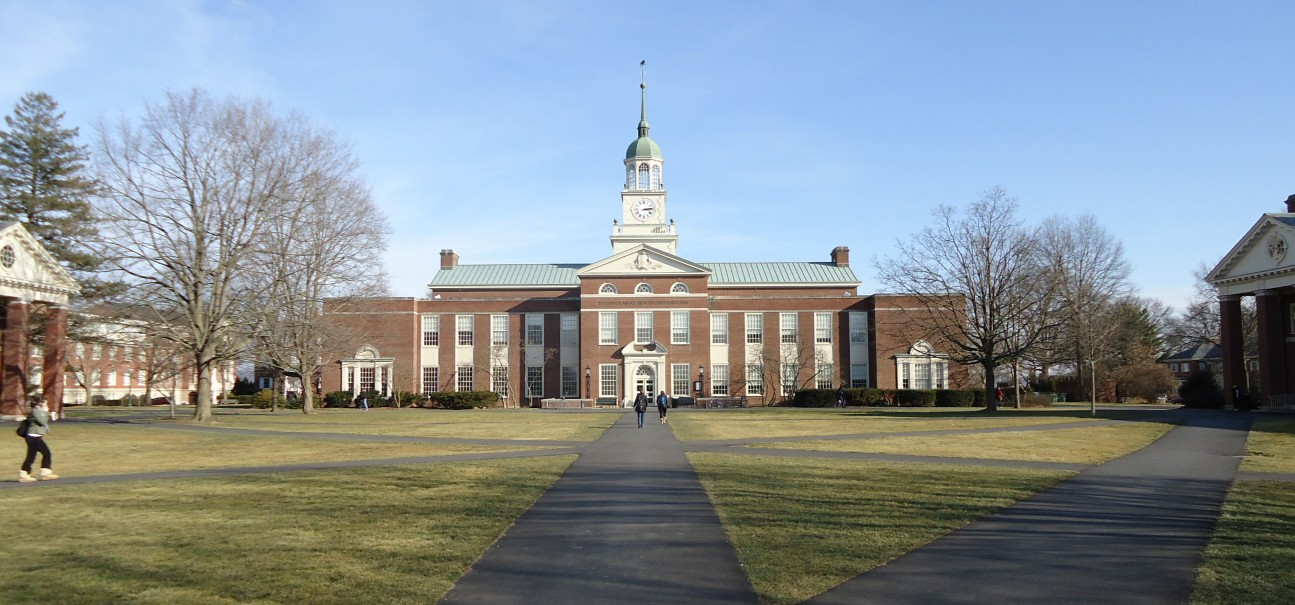
Campus der Bucknell University

Philip Roth wuchs im jüdisch geprägten Stadtteil Weequahic in Newark, New Jersey, auf. Seine Kindheit verlief behütet und weitgehend unbeschwert. Der vom Vater vorgelebte  Patriotismus verknüpfte sich im Sohn mit der Liebe zum amerikanischen Nationalsport Baseball. Von 1946 bis 1950 besuchte er die Weequahic High School mit fast ausschließlich jüdischen Mitschülern. An der Rutgers University begann Roth ein Jurastudium, wechselte 1951 auf die Bucknell University in Lewisburg, Pennsylvania, wo er 1952 in die philosophische Fakultät übertrat und ein Studium der Englischen Literatur aufnahm. Im College emanzipierte sich der junge Student zunehmend von seinem Elternhaus, während die Opposition zur christlich-konservativen Ausrichtung Bucknells eine bewusste Abgrenzung und gestärkte Individualität nach sich zog. Gemeinsam mit zwei Kommilitonen gründete Roth 1952 die Literaturzeitschrift Et cetera, in der er seine ersten literarischen Versuche publizierte. 1954 nahm Roth das Hauptstudium an der Universität von Chicago auf, das er im Folgejahr mit dem Master of Arts abschloss. Unter dem Einfluss der Lektüre Saul Bellows gewann er Abstand zur akademischen Lehrmeinung über Literatur. Statt eine universitäre Laufbahn zu verfolgen, verpflichtete sich Roth für zwei Jahre bei der Armee, wurde jedoch bereits 1956 mit einer Wirbelsäulenverletzung, die er sich in Fort Dix zugezogen hatte, entlassen. Im Anschluss kehrte er nach Chicago zurück und gab an der Universität Schreibkurse.
Sowohl in der Armee als auch während der Anstellung an der Universität schrieb Roth Kurzgeschichten, die in renommierten Literaturzeitschriften wie The Paris Review, Commentary oder The New Yorker erschienen. Nachdem er zuvor lange nach Thema und Ausdrucksstil gesucht hatte, griff der Autor nun erstmals auf seine Erfahrungen als Newarker Jude aus der unteren Mittelschicht zurück, die sein späteres Werk bestimmen sollten. Der Kurzroman Goodbye, Columbus erschien 1958 in der Paris Review und wurde im Folgejahr zur Titelerzählung von Roths erstem Buch, das bei dem bekannten Verlag Houghton Mifflin erschien. Der Erzählband erhielt viel Kritikerlob und im Jahr 1960 den National Book Award, wobei Roth als kommender Schriftsteller seiner Generation gehandelt wurde. Ebenso erhielt Goodbye, Columbus 1960 den Daroff Memorial Award of the Jewish Book Council, der „the best work of Jewish interest“ auszeichnet. Die Verleihung dieses Preises löste eine heftige Kontroverse aus, so dass der Jewish Book Council sich genötigt sah, seine Auswahlkriterien zu revidieren. Roth sah sich unversehens zwischen die Extreme heftiger Kritik und aufmunternden Lobes gestellt. Vor allem konservative jüdische Rezensenten warfen ihm neben Antisemitismus auch jüdische Selbstverachtung und die Beschädigung der eigenen Sache vor.
Im Oktober 1956 lernte Philip Roth in Chicago die Sekretärin Margaret Martinson Williams kennen, die er im Februar 1959 heiratete. Die vier Jahre ältere geschiedene Mutter zweier Kinder von ganz anderer sozialer Herkunft gab Roth anfänglich gleichermaßen das Gefühl einer Herausforderung wie einer Befreiung. Später wuchsen die Probleme und Auseinandersetzungen in ihrer Beziehung, die der Schriftsteller rückblickend in Werken wie When She Was Good (Lucy Nelson oder Die Moral, 1967) oder My Life As a Man (Mein Leben als Mann, 1974) verarbeitete. In seiner Autobiografie The Facts (Die Tatsachen, 1988) avancierte Margaret als Josie Jensen gar zum „Gegenselbst“, zur „Erzfeindin und Nemesis“ des Autors. 1963 trennte sich das Paar, doch Margaret Roth weigerte sich, in eine Scheidung einzuwilligen. Fünf Jahre später starb sie bei einem Autounfall.
Von 1958 an lebte das Paar in New York an der Lower East Side von Manhattan; 1959 verbrachten sie sieben Monate mit einem Guggenheim-Stipendium in Italien. Nach der Rückkehr ließen sich beide in Iowa City nieder, wo Roth an der University of Iowa den Writers’ Workshop leitete. Die Erfahrungen im kleinstädtischen Iowa fernab der amerikanischen Metropolen flossen in Roths zweiten Roman Letting Go (Anderer Leute Sorgen) ein, der 1962 erschien, im Unterschied zu Roths zuvor veröffentlichtem Erzählband Goodbye, Columbus bei den Kritikern jedoch gemischte Reaktionen hervorrief. So kritisierte etwa Stanley Edgar Hyman vor allem Schwächen im erzählerischen Aufbau des Romans, dessen beide Erzählteile nur oberflächlich miteinander verbunden seien, würdigte indes den aus seiner Sicht „schärfsten Blick für die Einzelheiten des amerikanischen Lebens seit Sinclair Lewis“. Letting Go ist zugleich der erste Roman, in dem Roth wie in zahlreichen späteren Werken die Schriften seiner literarischen Vorgänger zu einem integralen Bestandteil des Erzählgeschehens macht, und wird daher häufig auch als Roths erster „Henry-James-Roman“ bezeichnet.
Im Jahr 1962 wurde Roth Writer-in-Residence an der Universität Princeton. Nach der Trennung von seiner Frau begann er eine fünfjährige Psychoanalyse beim New Yorker Psychiater Hans J. Kleinschmidt, der die Fallgeschichte 1967 unter dem Titel The Angry Act: The Role of Aggression in Creativity anonymisiert in einer medizinischen Fachzeitschrift veröffentlichte. Im Juni 1963 reiste Roth zum ersten Mal nach Israel. Er nahm am American Jewish Congress teil, führte Diskussionen mit Intellektuellen und Premierminister David Ben-Gurion. Von 1965 bis 1977 hatte Roth einen Lehrauftrag für Komparatistik an der University of Pennsylvania.

### Von Portnoy zu Zuckerman

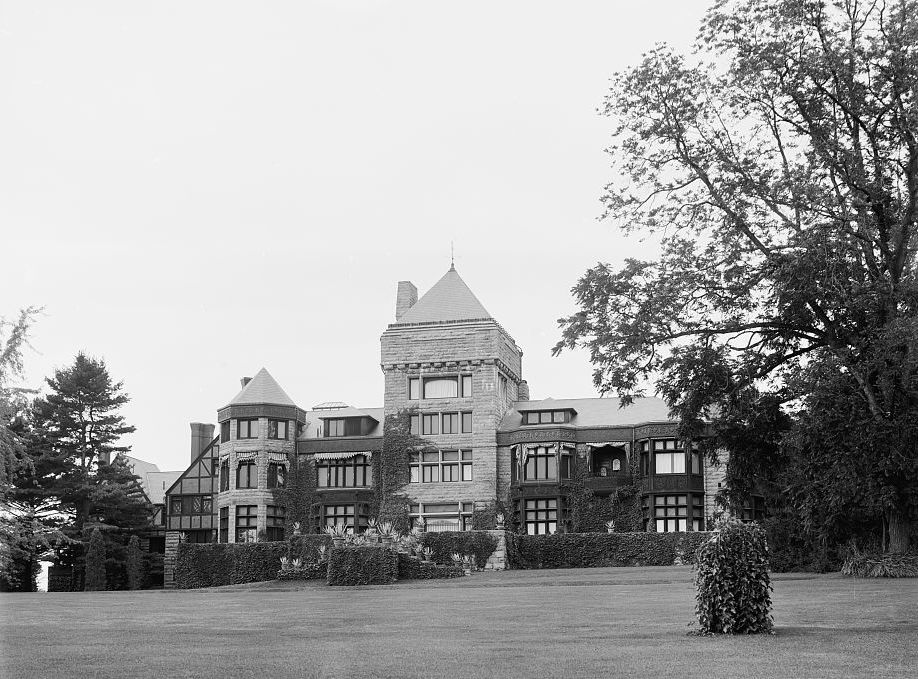
Sitz der Künstlerkolonie Yaddo

Roths skandalumwitterter Bestseller-Roman Portnoy’s Complaint (Portnoys Beschwerden) wurde 1969 zu einem Paukenschlag, der den Schriftsteller weithin öffentlich bekannt machte und zugleich die Diskussion der literarischen Pornographie in der amerikanischen Literaturkritik förderte. Der gleichermaßen komische wie obszöne Monolog über die Verquickung von Sexualität und Schuldgefühlen eines amerikanischen Juden wurde zu einem heiß diskutierten Bestseller, während sich über den Autor, der sich in die abgeschottete Künstlerkolonie Yaddo nach Saratoga Springs zurückgezogen hatte, Mythen verbreiteten, die ihn mit seinem Titelhelden Alexander Portnoy gleichsetzten. Die literarische Kritik reichte von begeisterter Zustimmung bis zum Vorwurf der mangelnden Seriosität. Abermals waren es jüdische Kritiker wie beispielsweise Leslie Fiedler, die dem Autor Illoyalität bis hin zum Antisemitismus unterstellten, während Kritiker wie Joseph C. Landis in der Diskussion um Roth und die jüdisch-amerikanische Erzählkultur eine diametral entgegengesetzte Position einnahmen. Vor der plötzlichen Popularität sowie den heftigen Anfeindungen zog sich Roth ins abgeschiedene Woodstock zurück; 1972 erwarb er eine Farm im Nordwesten Connecticuts.
Die in der McCarthy-Ära begonnene Politisierung Roths verschärfte sich während des Vietnamkriegs. Mit der Satire Our Gang (Unsere Gang) nahm er 1971 den politischen Stil sowie die menschlichen und intellektuellen Qualitäten des amerikanischen Präsidenten Richard Nixon in, wie Krieger schreibt, „galliger“ Form aufs Korn. Die Erzählung The Breast (Die Brust) aus dem Folgejahr, in der sich der Literaturprofessor David Kepesh in eine weibliche Brust verwandelt, weckt Anklänge an Franz Kafka, dem Roth unter seinen schriftstellerischen Vorbildern eine besondere Verehrung entgegenbringt. Die Suche nach Kafkas Spuren führte 1972 zum ersten Besuch Prags, dem sich jährliche Reisen anschlossen, bis dem Autor 1977 das Einreisevisum verweigert wurde. In der Tschechoslowakei lernte Roth die zeitgenössische tschechische Literatur kennen und hatte besonders mit Ivan Klíma, Milan Kundera und Ludvík Vaculík Kontakt. In der Folge propagierte er die osteuropäische Literatur in seiner amerikanischen Heimat und gab bei Penguin Books die Reihe Writers from the Other Europe heraus.
Mit The Professor of Desire (Professor der Begierde), der Vorgeschichte von The Breast, wandte sich Roth 1977 wieder vom Surrealismus ab. Der Roman war der britischen Schauspielerin Claire Bloom gewidmet, mit der der Autor seit 1975 zusammenlebte. Das Paar verbrachte das Winterhalbjahr in London, den Sommer in Connecticut. In der folgenden Trilogie The Ghost Writer (Der Ghost Writer, 1979), Zuckerman Unbound (Zuckermans Befreiung, 1981) und The Anatomy Lesson (Die Anatomiestunde, 1983) machte Roth den jüdischen Schriftsteller Nathan Zuckerman zu einem dauerhaften Protagonisten seiner Werke. Als Alter Ego des Autors spiegelt er Roths eigenen Lebenslauf von den literarischen Anfängen, der plötzlichen Popularität bis zur Krise nach dem Tod der Mutter. Roths eigene Mutter war im Mai 1981 gestorben. Den Tod seines Vaters im Oktober 1989 verwand Roth nur schwer; er war gerade erst von einer Herzoperation genesen. 1991 widmete Roth seinem Vater den autobiografischen Roman Patrimony (Mein Leben als Sohn).

### Spätwerk und Rückzug

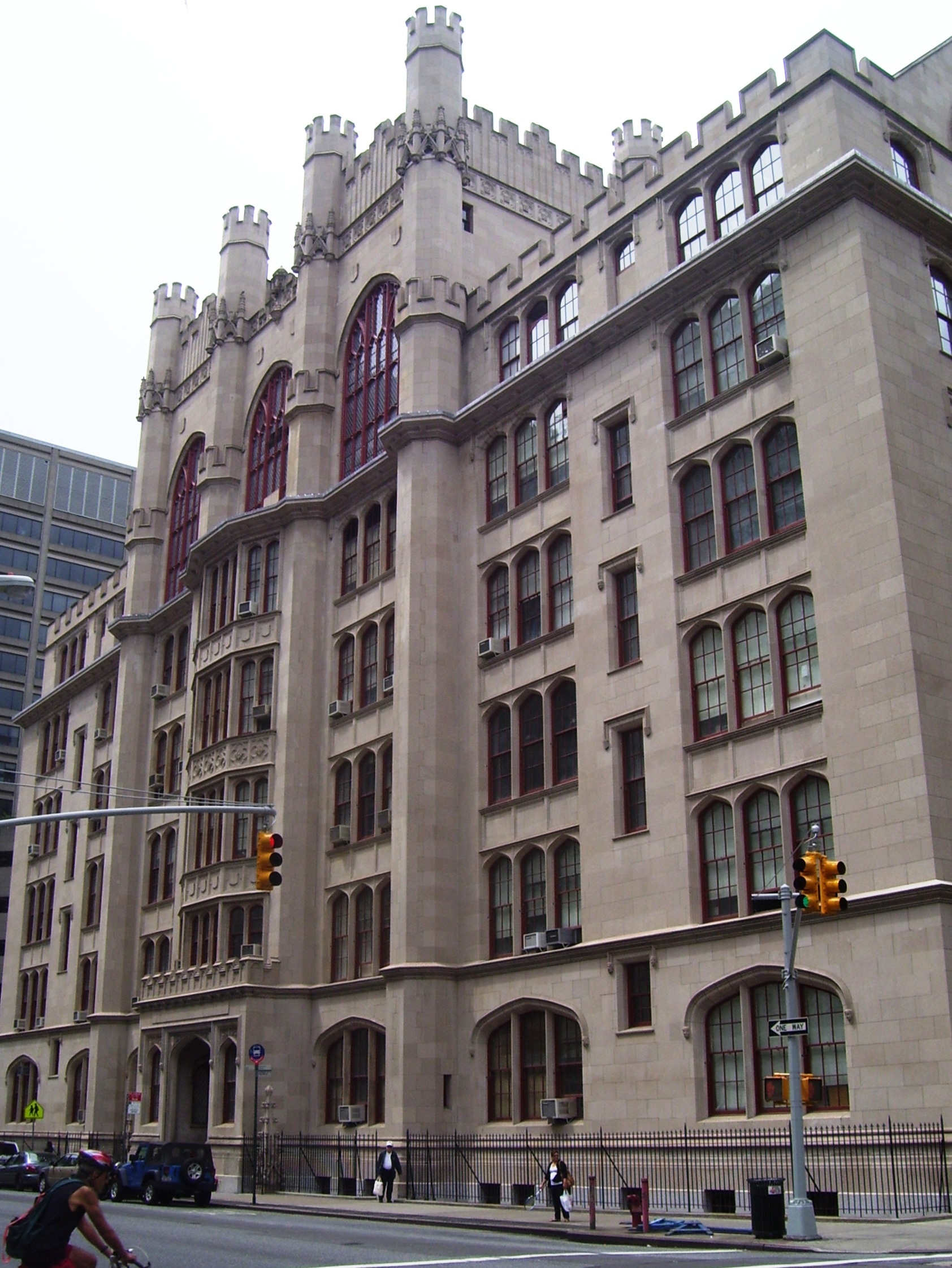
Thomas Hunter Hall des Hunter College

In der Einsamkeit von Connecticut erlebte Roth 1987 einen Zusammenbruch, der von einem Schlafmittel mit halluzinatorischen Nebenwirkungen ausgelöst wurde. Die Erfahrung machte er, ebenso wie den Prozess gegen den KZ-Aufseher John Demjanjuk in Jerusalem, den er als Beobachter verfolgt hatte, zum Ausgangspunkt des 1993 erschienenen Romans Operation Shylock, der Begegnung eines fiktiven Philip Roth mit seinem Doppelgänger. Auch in London fühlte sich der Schriftsteller zunehmend isoliert und kehrte zurück nach New York, wo er ein Appartement an der Upper West Side bezog. Er übernahm von 1988 bis 1991 eine Professur für Literatur am Hunter College der City University of New York. Im Jahr 1990 heiratete er seine langjährige Lebensgefährtin Claire Bloom, doch die Ehe wurde nach wachsender Entfremdung und einer schweren Depression Roths samt Aufenthalt in einer psychiatrischen Klinik bereits 1994 geschieden. Bloom verarbeitete die problematische Beziehung zwei Jahre später in ihren Memoiren Leaving a Doll’s House.
Roths Rückkehr aus Europa ging auch mit einer erneuerten literarischen Auseinandersetzung des Autors mit seinem Heimatland einher. Sabbath’s Theater (Sabbaths Theater), das 1995 mit dem National Book Award ausgezeichnet wurde, gilt als Bekenntnis des Autors zu seiner amerikanischen Herkunft. In der amerikanischen Trilogie entdeckt das wiedererweckte Alter Ego Zuckerman die wahren Identitäten der Protagonisten eines Sportidols in American Pastoral (Amerikanisches Idyll, 1997), eines Radiostars in I Married a Communist (Mein Mann, der Kommunist, 1998) und eines emeritierten Professors in The Human Stain (Der menschliche Makel, 2000) vor dem Hintergrund wechselnder amerikanischer Epochen. American Pastoral wurde 1998 mit dem Pulitzer-Preis ausgezeichnet und gilt als „ein bemerkenswertes Beispiel für eine literarische Interpretation des Abstiegs der zunächst so selbstsicheren [amerikanischen] weißen Nachkriegsgesellschaft in die Abgründe der Verunsicherung“ als Folge des Vietnamkriegs. In The Plot Against America (Verschwörung gegen Amerika, 2004) schreibt der Autor neben seiner eigenen Lebensgeschichte auch die Historie um und lässt Amerika mit Adolf Hitler paktieren, was Pogrome gegen die amerikanischen Juden nach sich zieht.

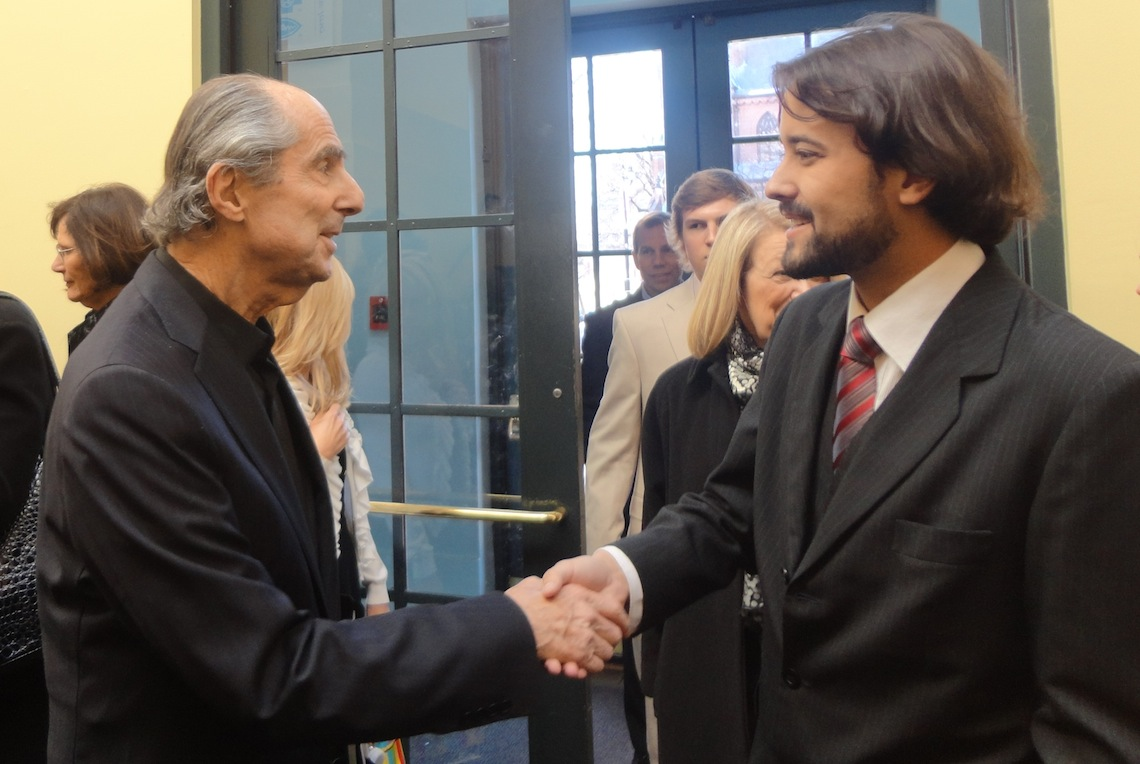
Philip Roth (links, 2013)

Philip Roths letzte Werkperiode ist vor allem auch von den Themen Alter und Vergänglichkeit geprägt, auf die bereits zuvor die Romane The Anatomy Lesson (1983) und Sabbath’s Theater (1995) hingewiesen haben. Mit The Dying Animal (Das sterbende Tier, 2001) und Exit Ghost (2007) verabschiedete sich der Autor von seinen gealterten Protagonisten David Kepesh und Nathan Zuckerman. Roth letzte Arbeiten galten vier sogenannten „Short Novels“ (Kurzromanen), dem Quartett Everyman (Jedermann, 2006), Indignation (Empörung, 2008), The Humbling (Die Demütigung, 2009) und Nemesis (2010). 2009 starb sein älterer Bruder Sanford.
Anfang der 2000er Jahre lernte Roth in seiner Literaturagentur Andrew Wylie die junge Lektoratsassistentin Lisa Halliday kennen. Aus einem gemeinsamen Mittagessen entwickelte sich eine Liebesbeziehung, die in eine lebenslange tiefe Freundschaft mündete. Halliday verarbeitete die Liebe und Freundschaft zu Roth in dem vielbeachteten autobiografisch inspirierten Roman Asymmetrie, den sie 2016 fertigstellte. Roth, der das Manuskript gelesen hat, mochte es.
Gegenüber dem französischen Kulturmagazin Les Inrocks gab Roth im Oktober 2012 bekannt, dass Nemesis sein letztes Buch gewesen sei. Mit 74 Jahren habe er begonnen, seine Lieblingsautoren wie Dostojewski, Turgenew, Conrad oder Hemingway ebenso erneut zu lesen wie seine eigenen Werke. Er sei zum Ergebnis gelangt, das Beste aus seinen Möglichkeiten gemacht zu haben, und wolle weder weiter als Autor arbeiten noch neue Literatur lesen oder darüber sprechen. Wie er später erläuterte, fühlte er nicht mehr die geistige und körperliche Kraft in sich, eine längere kreative Arbeit zu bewältigen. Seine letzten Jahre lebte er als Ruheständler in der New Yorker Upper West Side. Am 22. Mai 2018 starb Philip Roth in einem Krankenhaus in Manhattan. Als Grabstätte hatte Roth schon zu Lebzeiten den Friedhof am Bard College ausgewählt, auf dem auch  Hannah Arendt begraben ist; ein jüdisches Begräbnis wollte er nicht.

## Themen und Motive

### Jüdisch-amerikanische Identität

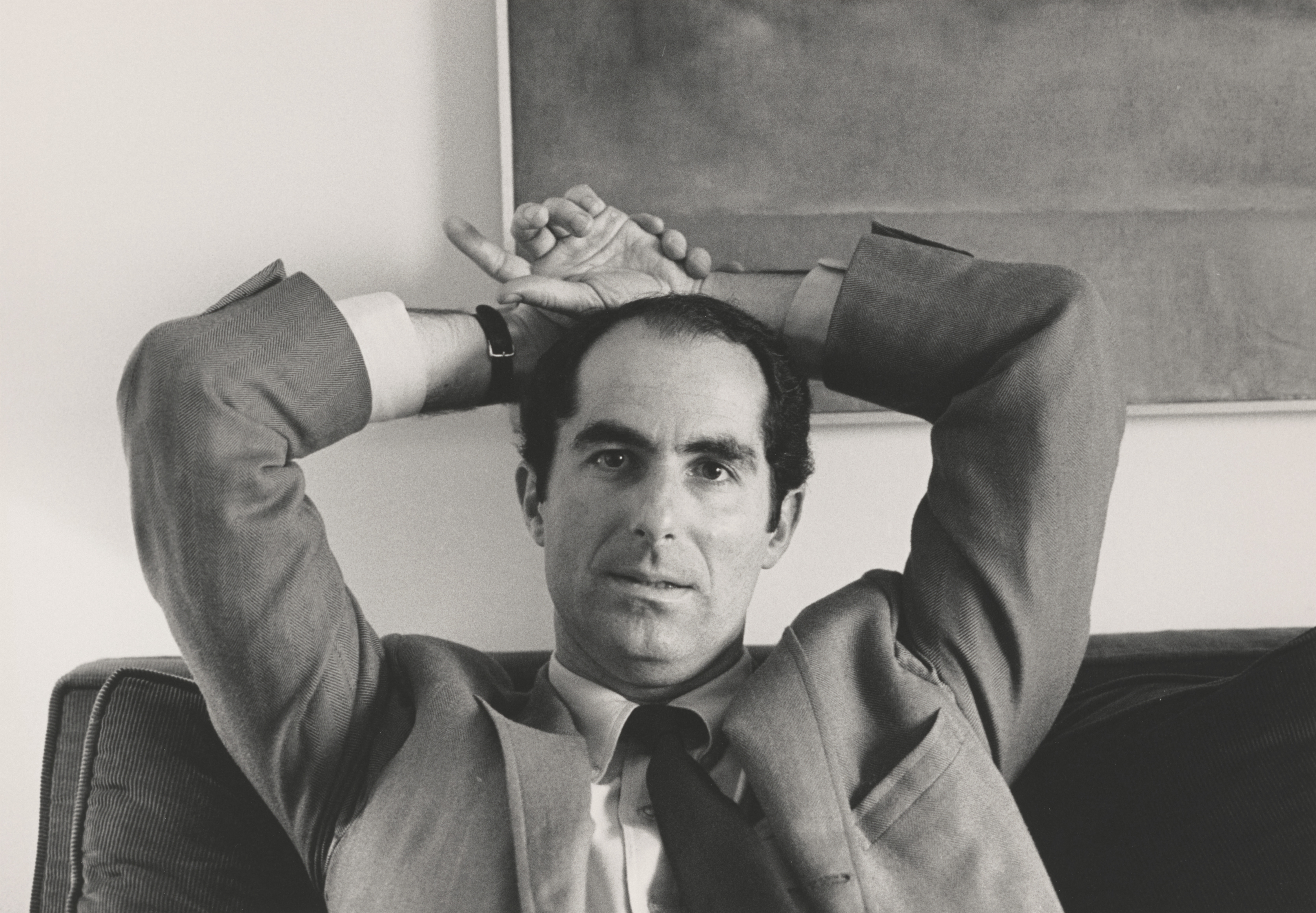
Philip Roth (1967)

Vor einem israelischen Publikum stellte sich Philip Roth mit einer häufig zitierten Aussage zu seiner kulturellen Identität vor: Er sei ein amerikanischer Schriftsteller, der zufällig über Juden schreibe. Allerdings kann man laut Timothy Parrish Roths Identität als Amerikaner nicht von seiner Identität als Jude trennen. Die Prämisse von Roths Werk sei, dass er seine historische Situation als Amerikaner durch die Augen eines Juden und mit dem Hintergrund einer jüdischen Herkunft erlebe. Anders als bei anderen ethnisch geprägten amerikanischen Autoren, wie Toni Morrison oder Leslie Marmon Silko, ist bei Roth jedoch keine Identität, ob ethnisch oder nicht, stabil. Sein Fokus liegt auf den Nachkommen europäischer Juden, die in Amerika die Freiheit kennenlernen, selbst zu entscheiden, ob und wie sie sich als Juden empfinden. Dabei sind sie sich jederzeit der beiden epochalen Ereignisse bewusst, die während ihrer Lebenszeit die jüdische Geschichte bestimmt haben: des Holocausts und der Gründung Israels. Roths Werke können laut Parrish als eine Suche nach einem wesentlichen jüdischen Selbst und der Entdeckung oder Erschaffung eines von allen kulturellen und sozialen Fesseln befreiten Selbst gelesen werden.
Seit seinen ersten Veröffentlichungen hat sich Roth als „recht eigenwilliger Vertreter der Gruppe der ‚Jewish-American writers‘“ immer wieder auf kontroverse Gegenstände oder Themen eingelassen. In Goodbye, Columbus thematisiert er die polar entgegengesetzten Denk- und Verhaltensweisen des jüdischen Lebens in den Niederungen des jüdischen Viertels in Newark und der Welt der arrivierten Juden in dem vornehmen Vorort Short Hills, in der Kurzgeschichte Eli, the Fanatic die verwandte Thematik der Konfrontation zwischen den progressiven, liberalen Juden von Woodenton mit einer Yeshiva, einer streng orthodoxen-talmudischen Schule. Die unterschiedlichen Konfliktlösungen in seinen frühen Kurzgeschichten zeigen, dass es ihm vor allem um das „intellektuelle Durchspielen verschiedener Verhaltensmuster“ geht. Typisch jüdische Eigenarten werden von Roth in der Kritik nicht ausgespart; wenngleich all diese Erzählungen in einem jüdischen Milieu spielen, versucht Roth zugleich dessen Beschränkungen zu überwinden. So ist die Thematik der sozialen Unterschiede bzw. Klassengegensätze in Goodbye, Columbus nicht ausschließlich jüdisch bestimmt. Das Verhältnis zur jüdischen Tradition zwischen postmoderner Entwurzelung und neuer Orthodoxie bzw. neuem Fundamentalismus gestaltet Roth seitdem anhand von kontrastiven Gegenentwürfen auch in späteren Werken wie The Counterlife (1986) in beständigem Perspektivenwechsel.
Nach einer Vielzahl massiver Angriffe vor allem in der intellektuellen und akademischen Öffentlichkeit, in denen beispielsweise gefragt wurde, ob er auf dieselbe Weise schreiben würde, wenn er als Jude im nationalsozialistischen Deutschland verfolgt worden wäre, unternahm Roth in dem 1963 in Commentary veröffentlichten Essay Writing about Jews den Versuch, seine Position als jüdischer Schriftsteller auch (literatur-)theoretisch zu erläutern und zu rechtfertigen. Er wendet sich dagegen, den Fiktions- Charakter seiner literarischen Texte misszuverstehen und sie als authentische Dokumentation jüdischen Lebens aufzufassen, aus der eine akzeptable Werteordnung abzuleiten sei. Fiktionale Texte würden nicht geschrieben, um Prinzipien oder Glaubensgrundsätze zu bekräftigen, die ohne Widerspruch von jedermann geteilt werden, und sie hätten auch nicht die Aufgabe, die Angemessenheit der Empfindungen und Gefühle für den Leser sicherzustellen. Wie Roth ausdrücklich hervorhebt, müsse Literatur die Freiheit zur „exploration of moral fantasy“ (dt. sinngemäß: „Freiheit zur Erforschung der moralischen Vorstellung“) haben. Gegen den Vorwurf der Verunglimpfung des jüdischen Erbes bzw. der eigenen „Nestbeschmutzung“ wehrt sich Roth mit dem Argument, seine Erzählungen seien Beiträge zu einer längst überfälligen Aufklärung über die Juden: „Jews are people who are not what anti-Semites say they are“ (dt. sinngemäß übertragen: „Juden sind Menschen, die nicht das sind, was Antisemiten über sie sagen“). Er wolle mit seinen Werken lediglich einen Beitrag dazu leisten, die Rhetorik der jüdischen Selbstgratulation und des Selbstmitleids („the oratory of self-congratulation and self-pity“) zu überwinden.
Für Alan Cooper war Roth ein Kind seiner Zeit: Er wuchs abgeschnitten von der Kultur europäischer Juden (die er erst später kennenlernte und erforschte) und ohne tiefere Kenntnisse der Traditionen des Judentums auf, die vielmehr ersetzt wurden durch familiäre Überlieferungen. Die jüdische Frage reduziert sich für seine Protagonisten auf die Frage, wie sie trotz ihres Judentums am amerikanischen Traum teilhaben können. Dabei spiegeln Roths Figuren die gesellschaftliche Entwicklung der Juden in Amerika, ihre zunehmende Assimilation und Sicherheit, ihr Heraustreten aus der Furcht, die in frühen Geschichten wie On the Air bestimmend ist, bis zur kosmopolitischen Freiheit in späten Romanen wie The Counterlife mit dem Austesten von Diaspora und Zionismus. Der Rothsche Protagonist in seinem individuellen Dilemma, das nicht sogleich als ein repräsentatives jüdisches Dilemma erkennbar ist, leidet laut Cooper stellvertretend für den Leser, womit er eine Tradition jüdischer Propheten von Hosea und Jeremia aufgreift, die sich in abgemilderter Form im 20. Jahrhundert bei Kafka wiederfindet.

### Verspieltheit und Ernsthaftigkeit

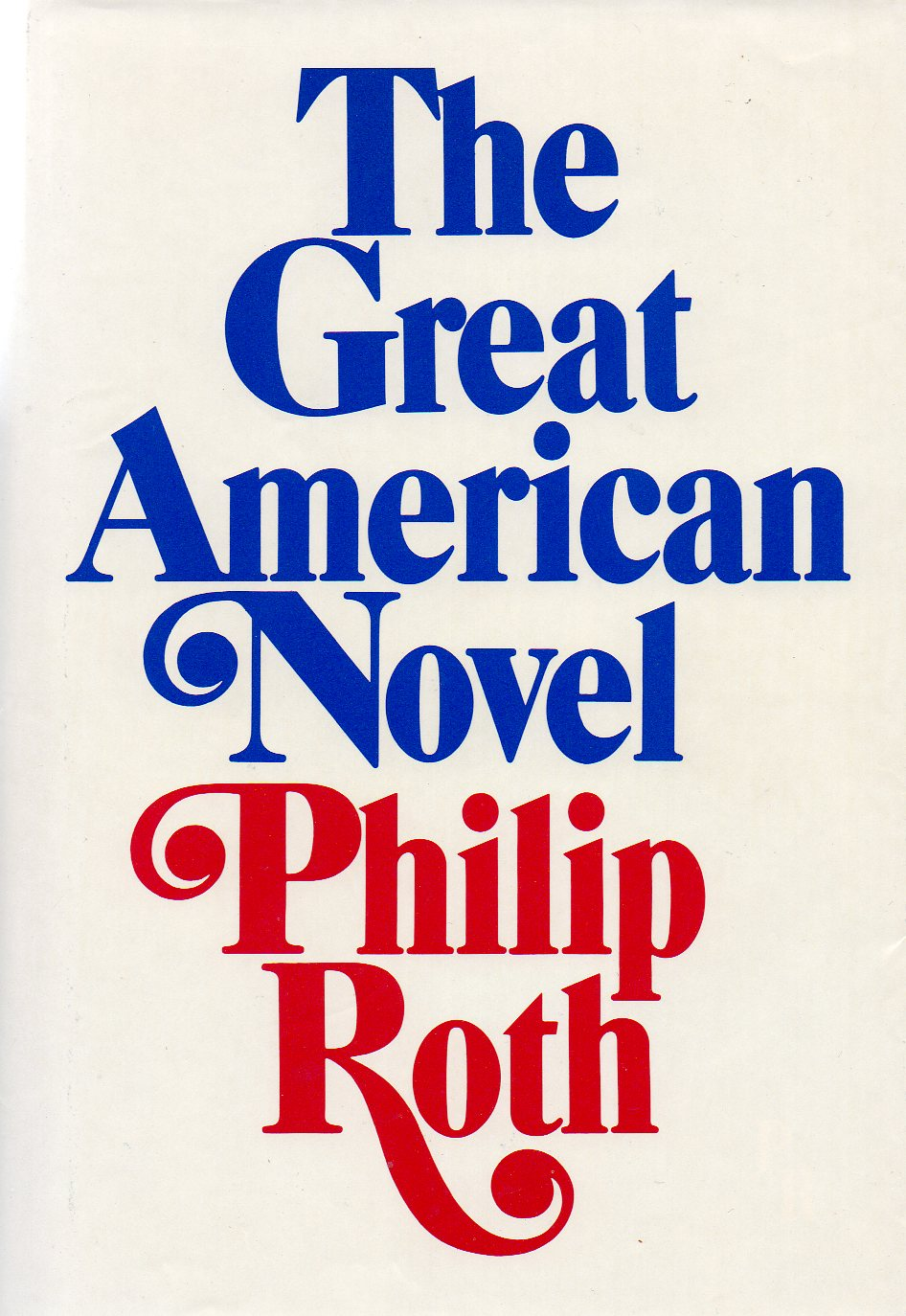
Umschlag von The Great American Novel

In einem Interview aus dem Jahr 1974 registrierte Joyce Carol Oates einen Umschwung in Roths Werk von der moralischen Ernsthaftigkeit in Letting Go und When She Was Good zur Verspieltheit von Our Gang oder The Great American Novel. Roth widersprach einer kategorischen Trennung zwischen moralischen und komischen Werken und formulierte: „Pure Verspieltheit und tödliche Ernsthaftigkeit sind meine besten Freunde“. Im frühen Essay Writing American Fiction (1960) beschrieb Roth seine Position als amerikanischer Autor Mitte des Zwanzigsten Jahrhunderts: In einer Kultur, die in ihrer Verrücktheit jede Vorstellung übertreffe und deren Werte zu entstellt seien, um noch an sie zu glauben, verliere ein Autor nicht nur seine kulturelle Heimat, sondern auch seine Glaubwürdigkeit als Chronist der Zustände. Anstatt sich von der Realität abzuwenden, reagierte Roth mit Satire, die er als „in komische Kunst umgesetzte moralische Empörung“ definierte. So entsteht Roths Satire oft aus dem Missverhältnis zwischen Idealen und Wirklichkeit, der naiven Enttäuschung seiner Helden und der Desillusionierung des amerikanischen Traums.
In einem Brief an eine Rezensentin von Portnoy’s Complaint verkündete Roth, seine Weltanschauung sei „in Parodie, Burleske, Slapstick, Spott, Beleidigung, Beschimpfung, Schmähung, Witzelei, Unsinn, in Leichtsinn und Spiel, also in den Methoden und Verfahren der Komödie eingebettet“. Dabei zeigen die Werke laut Ben Siegel und Jay L. Halio ein wachsendes komödiantisches Interesse, das sich vom so empörenden wie urkomischen Portnoy’s Complaint zum Zusammenspiel von Komödie und Tragödie in den späten Romanen entwickelt habe, bei denen mehr und mehr der Tod zum bestimmenden Thema werde. Roths komödiantische Entwicklung weise nach Sabbath’s Theater, einem Roman, der nach Meinung vieler Rezensenten Portnoy noch übertrumpft habe, einen Wendepunkt auf, als sich in American Pastoral die anfängliche Komödie in eine tiefe Tragödie verwandelt. Der Grund, warum Roths spezieller Humor im Verlauf seiner Werke immer surrealistischer und obsessiver geworden sei, liegt für Siegel nicht nur im Versuch, die Wirklichkeit zu übertreffen, sondern im Bestreben, zu den privatesten und dunkelsten Bereichen der menschlichen Seele vorzudringen. Dabei nehme Roth die verborgene Frömmigkeit und Heuchelei der Menschen ebenso ins Visier wie ihre Verrücktheit und ihren Überschwang.
Als durchgehendes Markenzeichen von Roths Werk macht Ross Posnock eine Grobheit und Rüdheit aus, die sich häufig in Form wortreicher Schimpftiraden Bahn breche. Sie reiche vom rohen Ausbruch Alexander Portnoys in dessen Psychotherapie bis zum Aufbegehren gegen die Tyrannei der politischen Korrektheit in The Human Stain. Mickey Sabbath spricht dieses künstlerische Credo an einer Stelle aus: „to affront and affront and affront til there was no one on earth unaffronted.“ (dt. sinngemäß: „beleidigen und beleidigen und beleidigen, bis es niemanden mehr auf der Erde gibt, der nicht beleidigt ist.“) Die Grobheit sei dabei nicht nur eine Quelle stilistischer Energie, sondern auch eine prinzipielle moralische Position, ein Angriff auf den Zustand der Inhumanität, der sich als Nettigkeit tarnt, wie es Nathan Zuckerman in The Anatomy Lesson ausdrückt. Roth richtet sich damit gegen die sozialen Kräfte von Gehorsam, Verbot und Unterdrückung, wesentliche Bestandteile des reifen Erwachsenenalters, weswegen Posnock eine „Kunst der Unreife“ erkennt, in der Roth kulturelle Schranken missachte und sich vollkommen dem ästhetischen Vergnügen überlasse, ganz im Stile eines Cervantes’ oder Nabokovs.

### Roths Gegenleben
In einer Rezension zu Operation Shylock brachte Robert Alter Roths Werk auf den einfachen Nenner: „Philip Roth schreibt immer über Philip Roth.“ Häufig wurden Roths Werke in dieser Form als autobiografisch, teilweise gar als narzisstisch gelesen. Roth hingegen bezeichnete in einem Interview mit Hermione Lee sein literarisches Alter Ego Nathan Zuckerman als ein „Schauspiel“, eine „Verwandlungsnummer“, Resultat einer „Gabe des Romanschriftstellers“: „Man verzerrt die eigene Biographie, karikiert sie, verbiegt und unterminiert sie, man beutet sie aus“. Die „Maske des Ich-Erzählers“ bilde „die beste Maske überhaupt“. Debra Shostak sieht in der Kunst der Verwandlung, dem Prozess, „den Ich-Wahn in einen Er-Wahn zu verwandeln“, die Grundlage des Rothschen Schreibens, die ihm ermögliche eine Vielzahl unterschiedlicher Perspektiven einzunehmen, auch wenn er dabei Gefahr laufe, vom Leser mit der Maske verwechselt zu werden.
Roths Protagonisten ähneln einander. Sie sind fast immer männlich, fast immer jüdisch, häufig Schriftsteller und gewöhnlich entweder in Newark, New Jersey, oder in den Berkshires angesiedelt mit einigen wenigen Abstechern nach Israel. Am häufigsten tritt Nathan Zuckerman auf, der in My Life as a Man als Alter Ego des fiktiven Schriftstellers Peter Tarnopol eingeführt wird, bevor er in der Zuckerman Bound-Trilogie Roths Schriftstellerkarriere nachzeichnet und schließlich in der amerikanischen Trilogie nur noch eine Rahmenfunktion einnimmt. David Kepesh dient in drei Romanen über drei Jahrzehnte dazu, die veränderte Wahrnehmung von Sexualität und männlichem Selbstentwurf zu erforschen: von der Entmannung in The Breast über das Dilemma der sexuellen Untreue in The Professor of Desire bis zu Alter und Verfall in The Dying Animal. Schließlich lässt Roth in einigen Werken wie Deception oder Operation Shylock einen Protagonisten namens Philip Roth auftreten, der die Verschränkung von Fiktion und Autobiografie für den Leser weiter verwirrt. Sogar der vermeintlich authentisch autobiografische Bericht The Facts wird durch einen fiktiven Brief der Romanfigur Nathan Zuckerman in seiner Glaubwürdigkeit unterminiert. Für Shostak dienen all diese Maskeraden dazu, im gleichen Moment die eigene Biografie zu enthüllen, zu verschleiern und umzuschreiben und den literarischen Prozess des Entwurfs einer Identität offenzulegen.
Anlässlich des Baseball-Romans The Great American Novel führte Roth ein Interview mit sich selbst, in dessen Verlauf er einen „entschlossenen Zickzackkurs“ seines Werdegangs beschrieb, bei dem jedes neue Buch eine radikale Kehrtwendung von der letzten Veröffentlichung bedeute. Für Shostak war nicht nur die Form des Interviews typisch für Roth, dessen Werk einen mehrstimmigen Dialog verschiedener Avatare mit dem Autor bilde. Auch die einzelnen Werke ließen sich jeweils als Gegentexte zu ihren Vorgängern und als eine Abfolge von „Was wäre wenn“-Fragen begreifen. So bilden etwa der gemäßigte an Henry James erinnernde Mittlerer-Westen-Roman When She Was Good und die trotzig-dysfunktional Stimme in Portnoy’s Complaint zwei entgegengesetzte Antworten auf die Kritik an Roths frühen Werken über jüdisches Selbstverständnis. Der Roman The Counterlife (Gegenleben) besteht sogar vollständig aus den alternativen Biografien des Brüderpaars Henry und Nathan Zuckerman. Eine solche dialogische statt dogmatische Gegenüberstellung unterschiedlicher Positionen ist laut Shostak charakteristisch für Roth, der ein „wachsendes Misstrauen in ‚Positionen‘, meine eigene eingeschlossen“, als eine wichtige Triebfeder seiner Arbeit ausmachte.

## Zu einzelnen Werken

### Goodbye, Columbus
Die frühen Erzählungen Philip Roths, die 1959 im Sammelband Goodbye, Columbus veröffentlicht wurden, stellen allesamt die Frage nach der jüdischen Identität in Amerika, die als Hindernis wahrgenommen wird, sich in der sozialen und kulturellen Mobilität der USA neu zu erfinden. Die Frage, ob man sich als Jude oder nicht als Jude definiert, wird für die Figuren zur zentralen Lebensfrage. In den Kurzgeschichten Eli, the Fanatic (Eli, der Fanatiker) und The Conversion of the Jews (Die Bekehrung der Juden) stehen die unsicheren, hin- und hergerissenen Protagonisten im Widerspruch zu ihren jüdischen Gemeinden. In der Titelnovelle Goodbye, Columbus muss sich der junge Neil Klugman ebenso vom Traum der leichten Liebe verabschieden wie von der leichten Erreichbarkeit des amerikanischen Traums.

### Portnoy’s Complaint

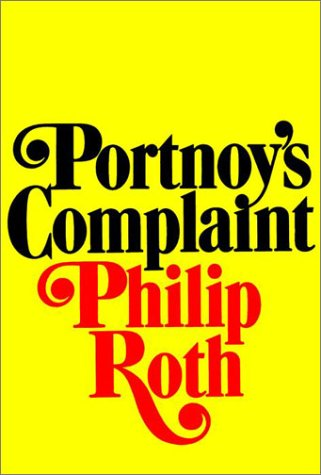
Umschlag von Portnoy’s Complaint

Portnoy’s Complaint (Portnoys Beschwerden, 1969) markiert einen Stilbruch in Roths Werk. Während sich der Autor zuvor um literarische Ernsthaftigkeit bemüht hatte, entdeckte er nun die Komik als Mittel, ernste Aussagen zu transportieren. Der Roman besteht aus einem Monolog des Psychotherapiepatienten Alexander Portnoy, der vom überbehüteten Heranwachsen in einer jüdischen Familie und seinen von Schuldgefühlen gehemmten sexuellen Obsessionen berichtet. Dabei bedient sich Roth der Mittel der Satire, der Übertreibung und der ungezügelten Obszönität, mit denen sich Portnoys Aufschrei Bahn bricht. Die öffentliche Reaktion auf den Roman war enorm. Er wurde zum Bestseller, begeistert gefeiert und scharf kritisiert (insbesondere von jüdischer Seite, von der Roth das Bedienen antisemitischer Stereotypen vorgeworfen wurde). Häufig wurde er als autobiografische Enthüllung verstanden. In Roths literarischer Karriere blieb es das Buch, mit dem er in der Öffentlichkeit identifiziert wurde und das vielen Menschen zumindest vom Hörensagen bekannt ist.

### Die Kepesh-Romane
In insgesamt drei Büchern von Philip Roth ist David Kepesh, ein jüdischer Literaturwissenschaftler und Professor an der State University of New York at Stony Brook, der Protagonist. In der Novelle The Breast (Die Brust, 1972) verwandelt sich Kepesh in eine 155 Pfund schwere weibliche Brust. Er ringt mit seinen widerstrebenden Wünschen, sich dem körperlichen Verlangen – etwa während der täglichen Waschungen einer Krankenschwester oder der Besuche seiner Freundin – hinzugeben oder rational zu bleiben. Kepesh vergleicht sein Schicksal mit demjenigen Gregor Samsas in Franz Kafkas Erzählung Die Verwandlung oder Kowaljows in Nikolai Gogols Erzählung Die Nase.
Weitere Auftritte hat David Kepesh 1977 in The Professor of Desire (Professor der Begierde), der Vorgeschichte zu The Breast, sowie 2001 in The Dying Animal (Das sterbende Tier), der Schilderung des Verhältnisses des alt gewordenen Universitätsprofessors zu einer viel jüngeren exilkubanischen Studentin. Von dieser Ausgangskonstellation einer Liebesaffäre schlägt Roth den Bogen zur Auseinandersetzung mit den Hinterlassenschaften der sexuellen Revolution, der menschlichen Vereinsamung in der modernen Single-Gesellschaft und der Macht des Todes.

### Die Zuckerman-Romane
Mit dem jüdisch-amerikanischen Schriftsteller Nathan Zuckerman schuf Philip Roth ein Alter Ego, in dem er seine eigene Biografie und seine literarische Karriere spiegelte. Zuckerman tritt zum ersten Mal Anfang der 1970er Jahre in zwei Kurzgeschichten auf, die Roth in Modern Occasions und Esquire veröffentlichte, und die im Roman My Life As a Man (Mein Leben als Mann, 1974) als Werke des Protagonisten Peter Tarnopol ausgegeben werden. Ab 1979 ist Zuckerman selbst Protagonist der sogenannten Zuckerman-Trilogie, die einen jungen Schriftsteller von seiner Suche nach einem väterlichen Vorbild in The Ghost Writer (Der Ghost Writer, 1979) über den plötzlichen Erfolg mit einem in der Öffentlichkeit autobiografisch verstandenen Skandalroman in Zuckerman Unbound (Zuckermans Befreiung, 1981) bis zum körperlichen wie kreativen Zusammenbruch in The Anatomy Lesson (Die Anatomiestunde, 1983) begleitet. Im nachgeschobenen Epilog The Prague Orgy (Die Prager Orgie, 1985), der Zuckerman mit der Unterdrückung seiner tschechoslowakischen Kollegen konfrontiert, endet die Trilogie nach Roths Worten „am Schrein des Leidens, in Kafkas besetztem Prag“.

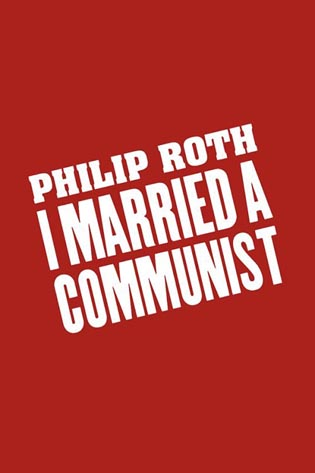
Umschlag von I Married A Communist

Der Roman The Counterlife (Gegenleben, 1986) wird zur einen Hälfte von Nathan Zuckerman erzählt, zur anderen von seinem Bruder Henry, der aus Amerika emigriert ist und sich in Israel dem Zionismus zuwendet. Die gegensätzlichen Positionen der Brüder dienen einer weiteren Selbstbestimmung Zuckermans als amerikanischer Jude. Nachdem Roth sein Alter Ego sowohl in The Counterlife als auch in Deception (Täuschung, 1990) zu Grabe getragen hat, ersteht er Ende des Jahrtausends noch einmal als Erzähler der sogenannten Amerikanischen Trilogie auf, die aus American Pastoral (Amerikanisches Idyll, 1997), I Married A Communist (Mein Mann, der Kommunist, 1998) und The Human Stain (Der menschliche Makel, 2000) besteht. In diesen Romanen tritt Zuckerman in den Hintergrund und wird zum Chronisten amerikanischen Lebens in verschiedenen Zeitepochen. Erst in seinem 2007 erschienenen Roman Exit Ghost, dessen Titel einer Regieanweisung aus Macbeth entnommen ist, lässt Roth seinen „Geist“, den mittlerweile über 70-jährigen Zuckerman, endgültig abtreten. Volker Hage urteilte: „Roth hat zahlreiche vitale und eigenständige Figuren geschaffen, doch immer wieder ist er mit seinem Alter ego zur Betrachtung des eigenen Tuns zurückgekehrt, zur Beschäftigung mit dem Handwerk des Schreibens.“

### Autobiografische Schriften
Obwohl viele, wenn nicht gar alle Werke Philip Roths auch autobiografisch gelesen werden können, ragen einige unverschlüsselte Autobiografien aus seinem Œuvre hervor: In The Facts (Die Fakten, 1988) beschreibt Roth seinen Werdegang als Schriftsteller bis zur Publikation von Portnoy’s Complaint, umrahmt von einem fiktiven Briefwechsel zwischen Roth und seinem Protagonisten Nathan Zuckerman in Prolog und Epilog. In Patrimony (Mein Leben als Sohn, 1991) verzichtet Roth vollkommen auf literarische Spiele und Täuschungen des Lesers und berichtet aufrichtig von der Krebserkrankung und dem Tod seines Vaters.
Hana Wirth-Nesher gesellt diesen beiden Autobiografien den Roman The Plot against America (Verschwörung gegen Amerika, 2004) hinzu, der eine Alternativweltgeschichte über eine faschistische Machtübernahme in Amerika mit der persönlichen Familiengeschichte der Roths verknüpft: „Wenn in The Facts das Werden des Künstlers beschrieben wird und in Patrimony das Werden des Sohnes, dann geht es in The Plot against America um das Werden des Juden.“ David Gooblar sieht hingegen zwei weitere Romane als zumindest teilweise nicht-fiktional: Deception (Täuschung, 1990), das als Notizbuch eines Autors namens Philip geschrieben ist, der eindeutige Züge Philip Roths trägt, und Operation Shylock (1993), das im Untertitel als Confession (Bekenntnis) bezeichnet wird, und von einem Betrüger erzählt, der sich in Israel als Philip Roth ausgibt und mit der Identität des Autors Chaos und Verheerung anrichtet.

### Sabbath’s Theater

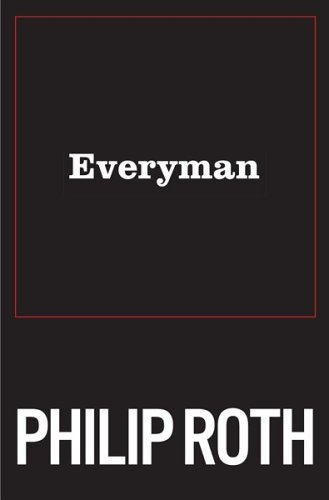
Umschlag von Everyman

Sabbath’s Theater (Sabbaths Theater, 1995) beschreibt die Geschichte des ehemaligen Puppenspielers Mickey Sabbath. Der Roman gewann 1995 den National Book Award und wird von einigen Kritikern, wie Harold Bloom, als Roths Meisterwerk eingestuft. Die Hauptperson spielt mit den Menschen, zumeist Frauen, wie einst mit seinen Marionetten. Der Tod seiner langjährigen geheimen Geliebten Drenka stürzt Sabbath in eine Sinnkrise, die ihn mit der Nutzlosigkeit seines Lebens konfrontiert. Der ständig wiederkehrende Geist seiner toten Mutter rät ihm zum Selbstmord als passendem Abschluss für ein verpfuschtes Leben.

### Nemeses
Unter dem Sammeltitel Nemeses (übersetzt: „Nemeseis“) legte Roth in den Jahren 2006 bis 2010 seine letzten Arbeiten vor, vier sogenannte „Short Novels“ (Kurzromane) mit den Titeln Everyman (Jedermann, 2006), Indignation (Empörung, 2008), The Humbling (Die Demütigung, 2009) und Nemesis (2010). Die thematisch verwandten Romane stehen unter der Frage, wie sich das Individuum gegen widrige Lebensumstände behauptet und welche zum Teil tödlichen Auswirkungen seine Entscheidungen haben.

## Bibliografie

### Die Werke
- 1958: The Conversion of the Jews (dt. Die Bekehrung der Juden, übersetzt von Herta Haas), in: Goodbye, Columbus (dt. von Herta Haas, Rowohlt, Reinbek bei Hamburg 1962, ISBN 3-499-12210-3 (NA))
  - Neuauflage 2010: Hanser, München, ISBN 978-3-446-23065-1
- 1959: Goodbye, Columbus (dt. von Herta Haas, Rowohlt, Reinbek bei Hamburg 1962, ISBN 3-499-12210-3 (NA))
  - Neuauflage 2010: Hanser, München, ISBN 978-3-446-23065-1
- 1959: Eli, the Fanatic. (dt. Eli, der Fanatiker, übersetzt von Herta Haas), in: Goodbye, Columbus. (dt. von Herta Haas, Rowohlt, Reinbek bei Hamburg 1962, ISBN 3-499-12210-3 (NA))
- 1962: Letting Go (Anderer Leute Sorgen, dt. von Paul Baudisch, Rowohlt, Reinbek bei Hamburg 1965)
- 1967: When She Was Good (Lucy Nelson oder Die Moral, dt. von Gisela Günther, Rowohlt, Reinbek bei Hamburg 1985, ISBN 3-498-05670-0)
- 1969: Portnoy’s Complaint (Portnoys Beschwerden, dt. von Kai Molvig, Rowohlt, Reinbek bei Hamburg 1970, ISBN 3-499-11731-2; Portnoys Beschwerden, dt. von Werner Schmitz (Neuübersetzung), Hanser, München 2009, ISBN 978-3-446-23401-7)
- 1971: Our Gang Starring Tricky and His Friends (dt. Unsere Gang. Die Story von Trick E. Dixon und den Seinen, dt. von Irene Ohlendorf, Rowohlt, Reinbek bei Hamburg 1972, ISBN 3-499-25010-1)
- 1972: The Breast (Die Brust, dt. von Kai Molvig, Hanser, München 1979, ISBN 3-446-12722-4)
- 1973: The Great American Novel (dt. von Werner Schmitz, Hanser, München 2000, ISBN 3-446-19919-5)
- 1974: My Life As a Man (Mein Leben als Mann, dt. von Günter Panske, Kellner, Hamburg 1990, ISBN 0-8050-1322-9 (NA))
  - Neuauflage 2007: Hanser, München, ISBN 978-3-446-20765-3
- 1975: Reading Myself And Others. Essays
  - 2001: erweiterte Ausgabe (Eigene und fremde Bücher, wiedergelesen, dt. von Bernhard Robben, Hanser, München 2007, ISBN 978-3-446-20924-4) (ISBN 0-679-74907-1 (NA))
- 1977: The Professor of Desire (Professor der Begierde, dt. von Werner Peterich, Hanser, München 1978, ISBN 3-499-22285-X, Vorstellung des Romans in deutscher Sprache)
- Die Zuckerman-Trilogie plus Epilog
1979: The Ghost Writer (Der Ghost Writer, dt. von Werner Peterich, Hanser, München 1980, ISBN 3-499-12290-1)
1981: Zuckerman Unbound (Zuckermans Befreiung, dt. von Gertrud Baruch, Hanser, München 1982, ISBN 3-499-12305-3; DDR-Ausgabe: Der entfesselte Zuckerman, gleiche Übersetzung, Volk und Welt, Berlin 1982)
1983: The Anatomy Lesson (Die Anatomiestunde, dt. von Gertrud Baruch, Hanser, München 1986, ISBN 3-446-14212-6)
1985: Epilogue: The Prague Orgy (Die Prager Orgie. Ein Epilog, dt. von Jörg Trobitius; Hanser, München 1986, ISBN 3-446-14678-4)
- 1986: The Counterlife (Gegenleben, dt. von Jörg Trobitius, Hanser München 1988, ISBN 3-446-14948-1)
- 1988: The Facts. A Novelist’s Autobiography (Die Tatsachen. Autobiographie eines Schriftstellers, dt. von Jörg Trobitius, Hanser, München 1991, ISBN 3-446-15594-5)
- 1990: Deception (Täuschung, dt. von Jörg Trobitius, Hanser, München 1993, ISBN 3-446-16011-6)
- 1991: Patrimony. A True Story (Mein Leben als Sohn. Eine wahre Geschichte, dt. von Jörg Trobitius, Hanser, München 1992, ISBN 3-446-16012-4)
- 1993: Operation Shylock. A Confession (Operation Shylock. Ein Bekenntnis, dt. von Jörg Trobitius, Hanser, München 1994, ISBN 3-446-17693-4)
- 1995: Sabbath’s Theater (Sabbaths Theater, dt. von Werner Schmitz, Hanser, München 1996, ISBN 3-446-18765-0)
- Die amerikanische Trilogie:
1997: American Pastoral (Amerikanisches Idyll, dt. von Werner Schmitz, Hanser, München 1998, ISBN 3-446-19501-7)
1998: I Married a Communist (Mein Mann, der Kommunist, dt. von Werner Schmitz, Hanser, München 1999, ISBN 3-446-19785-0)
2000: The Human Stain (Der menschliche Makel, dt. von Dirk van Gunsteren, Hanser, München 2002, ISBN 3-446-20058-4)
- 2001: The Dying Animal (Das sterbende Tier, dt. von Dirk van Gunsteren, Hanser, München 2003, ISBN 3-446-20273-0)
- 2001: Shop Talk (Gespräche mit Schriftstellern, dt. von Bernhard Robben, Hanser, München 2004, ISBN 3-446-20465-2)
- 2004: The Plot Against America (Verschwörung gegen Amerika, dt. von Werner Schmitz, Hanser, München 2005, ISBN 3-446-20662-0)
- 2006: Everyman (Jedermann, dt. von Werner Schmitz, Hanser, München 2006, ISBN 3-446-20803-8)
- 2007: Exit Ghost (dt. von Dirk van Gunsteren, Hanser, München 2008, ISBN 978-3-446-23001-9)
- 2008: Indignation (Empörung, dt. von Werner Schmitz, Hanser, München 2009, ISBN 978-3-446-23278-5)
- 2009: The Humbling (Die Demütigung, dt. von Dirk van Gunsteren, Hanser, München 2010, ISBN 978-3-446-23493-2)
- 2010: Nemesis (dt. von Dirk van Gunsteren, Hanser, München 2011, ISBN 978-3-446-23642-4)

Die ISBN beziehen sich, sofern erschienen, jeweils auf die deutschsprachige gebundene Ausgabe.

### Textkompilationen
- 1980: A Philip Roth Reader
- 1985: Zuckerman Bound (dt. 1986, Der gefesselte Zuckerman), ISBN 3-446-14697-0 (= die Zuckerman-Trilogie inklusive Epilog in einem Band)

## Auszeichnungen
- National Book Award (1960 und 1995) (für Goodbye, Columbus und Sabbath’s Theater)
- Mitglied der American Academy of Arts and Letters (1970)[73]
- Mitglied der American Academy of Arts and Sciences (1972)
- PEN/Faulkner Award (1993, 2001 und 2007) (für Operation Shylock, The Human Stain und Everyman)
- Pulitzer-Preis für erzählende Literatur (1998) (für American Pastoral)
- Franz-Kafka-Literaturpreis (2001)
- WELT-Literaturpreis (2009)
- Man Booker International Prize (2011)[74]
- Prinz-von-Asturien-Preis für Literatur (2012)[75]
- Ernennung zum Kommandanten der Ehrenlegion Frankreichs (2013)[76]

Im Jahr 2000 schlug Saul Bellow Philip Roth gegenüber der Schwedischen Akademie für den Literaturnobelpreis vor. Der Vorwurf, dass die Akademie die Leistungen von Roth bei der Auswahl des Nobelpreisträgers alljährlich geflissentlich übersehe, gehört seit den 2000er Jahren zu den Gemeinplätzen internationaler Feuilletons. Einigen Kritikern zufolge soll sich der Vorwurf 2008 als berechtigt herausgestellt haben, als der Vorsitzende der für den Literaturnobelpreis zuständigen Jury pauschale Vorbehalte gegenüber nordamerikanischer Literatur öffentlich gemacht und ihr eine Auszeichnungswürdigkeit abgesprochen hat. Ulrich Greiner brachte die Ablehnung Roths durch das Nobelpreiskomitee auf die Formel: „Die Schweden jedoch lieben Autoren, die etwas zur Verbesserung der Welt beitragen. Philip Roth trägt nur etwas zu ihrer Erkenntnis bei.“

## Film
- Philip Roth, ohne Beschwerden. Dokumentarfilm, Frankreich, 2011, 50 Min., Buch und Regie: William Karel und Livia Manera, Produktion: Cinétévé, arte France, deutsche Erstausstrahlung: 19. September 2011.